# スタンリー・R・グリーンバーグ
スタンリー・R・グリーンバーグ（Stanley R. Greenberg、1927年 - 2002年）は、アメリカの劇作家および脚本家。ドキュメンタリードラマ の構成における重要な先駆者であった。
グリーンバーグはシカゴで生まれ、ブラウン大学卒業後、第二次世界大戦に従軍した。脚本家としては、テレビシリーズ『ディフェンダーズとナースたち（The Defenders and The Nurses）』を代表作にあげられる。

## 作品
- ハイジャック（Skyjacked） (1972)
- おかえり、ジョニー・ブリストル（Welcome Home, Johnny Bristol） (1972)
- ソイレント・グリーン（Soylent Green） (1973)
- プエブロ（Pueblo） (1973) (TV movie)
- 十月のミサイル（The Missiles of October） (1974) (TV movie)
- ブラインド・アンビション（Blind Ambition） (1979) (TV movie)